# Ōyodo, Nara
Ōyodo (japanska: 大淀町?, Ōyodo-chō) är en landskommun (köping) i Nara prefektur i Japan.  